# Širmanski Hrib
Širmanski Hrib je naselje v Občini Litija.